# Claes Bondelid
Claes Göran Bondelid, född 3 mars 1956, är en svensk kläddesigner som tillsammans med sin före detta sambo Britt-Inger Wilhelmsson skapade klädmärket Bondelid 1979. Kläderna säljs bland annat i Sverige, Japan och Nederländerna. Claes Bondelid är en del av den stora Långarydssläkten.